# Tribù Indaco
La Tribù Indaco (Indigo Tribe) è un'organizzazione immaginaria che compare nei fumetti pubblicati dalla DC Comics. Debuttarono in Green Lantern (vol. 4) n. 25 (dicembre 2007) e fu creata da Geoff Johns ed Ethan Van Sciver.

## Storia del gruppo
La Tribù Indico è uno dei sette Corpi dello Spettro emozionale dell'Universo DC. Tramite gli anelli del potere indaco e bastoni del potere, che svolgono funzione analoga a quello delle batterie, sono in grado di utilizzare la luce indaco della compassione. Dopo una brevissima apparizione nel corso della Guerra del Sinestro Corps, fanno il loro esordio da protagonisti all'interno del crossover La notte più profonda, nel corso del quale, tuttavia, non vengono fornite notizie sul loro background, cosa fatta invece ampiamente con gli altri sei Corpi. Solo con il reboot del 2012, denominato "The New 52" verranno fornite informazioni sulla storia della Tribù, dalla formazione al reclutamento dei membri.
La Tribù Indigo venne mostrata per la prima volta nel numero finale del "Sinestro Corps", in cui Ganthet e Sayd mostrarono alle Lanterne terrestri la profezia che annunciava la nascita di altri quattro Corpi oltre a quelli già noti (all'epoca Verde, Giallo e Viola); la prima comparsa estesa è invece in Blackest Night: Tales of the Corps n. 1 (luglio 2009). Molto poco si sa di questi esseri e, nel materiale promozionale di La notte più profonda, sono descritti come sconosciuti a tutto l'Universo DC. Ethan Van Sciver, che creò il primo disegno per la Tribù, spiegò che i membri del gruppo abbandonarono tutto ciò che avevano per dedicarsi totalmente alla compassione. Come tali, le loro uniformi apparirono come confezionate a mano e molto basilari, e comprendono, oltre all'anello, un bastone che svolge una funzione analoga a quello della Batteria del Potere, oltre a poter essere usato come arma, incanalando la luce degli altri Corpi; sui loro corpi è dipinto il simbolo della Lanterna Indigo. Scopo del Corpo è quello di diffondere la compassione nell'universo; la Tribù Indigo è guidata da una donna aliena di nome Indigo-1. Ganthet e Sayd affermarono che uno degli scopi delle Lanterne Blu è quello di cercare di formare un'alleanza con la Tribù Indigo. Successivamente si apprenderà che la nascita della Tribù fu opera di Natromo e di Abin Sur, che, dopo aver scoperto come incanalare il potere della Luce Indaco, ne reclutò personalmente ciascun membro, scegliendoli tra i peggiori assassini e sadici dell'Universo, allo scopo di usarla come arma contro i Guardiani dell'Universo.

### La notte più profonda
Nel loro debutto, Indigo-1 e la sua tribù vennero mostrati mentre attraversavano una territorio desertico nel settore 3544, intenti ad osservare in lontananza esplosioni di luci verdi e gialle, provocate dallo scontro tra un membro del Sinestro Corps ed una Lanterna Verde; seguendo il fumo, giungono sul luogo del conflitto, trovandosi di fronte ad una Lanterna Verde riversa al suolo e gravemente ferita al termine dello scontro con quello che definì un "essere che non conosce pietà". Nonostante avesse urgente bisogno di cure mediche (tossiva sangue, parlava a fatica e aveva una ferita aperta sulla testa), avvertì la Tribù Indigo di stargli lontano, così da non attirare il suo assalitore. Indigo-1, visibilmente costernata di tanta preoccupazione, pronunciò qualcosa in una lingua aliena incomprensibile, che l'anello verde non sarà in grado di tradurre. Indigo-1 si inginocchiò al suo fianco e gli pose una mano sul cuore: l'anello indaco del potere rispose dicendo "volontà": assorbendo tale potere, Indigo-1 creò un semplice costrutto di luce verde che soffocò la Lanterna Verde, alleviandone la sofferenza.
Subito dopo, apparve il suo avversario; accortosi che Indigo-1 aveva dato il colpo di grazia al suo nemico, la attaccò a sua volta, lanciandole contro un letale raggio di energia gialla. Per nulla sconcertata, Indigo-1 assorbì il raggio col suo bastone senza alcuno sforzo, e, riutilizzando l'energia appena assorbita con il suo bastone, creò con esso un mostruoso costrutto giallo che spaventò il suo assalitore, che si diede alla fuga.
Indigo-1 e Munk giunsero sulla Terra per aiutare Lanterna Verde, Flash e l'Atomo a fuggire da un gruppo di Lanterne Nere; i loro anelli indaco si dimostrarono letali contro i non-morti, difatti erano in grado di incanalare le energie degli altri Corpi, assommandole alle loro; Indigo-1, ad esempio, durante questo scontro incanalò l'energia della luce verde di Hal Jordan nel suo bastone, riuscendo ad eliminare completamente le Lanterne Nere Elongated Man e Sue Dibny. Indigo-1 e Munk teleportarono il gruppo nella Sala della Giustizia dove fu rivelato che potevano parlare in un linguaggio comprensibile solo "quando intendevano farlo". Indigo-1 spiegò che, all'inizio, l'Universo era fatto di sola oscurità finché la luce non fu così potente da sopprimerla; l'oscurità reagì, frazionando la luce in sette colori, lo spettro emozionale. Spiegò anche che le Lanterne Nere potevano esser distrutte efficacemente solo unendo le forze: pertanto, se tutti e sette i Corpi avessero lavorato insieme, sarebbero stati in grado di ricreare la luce bianca della creazione e distruggere in via definitiva le Lanterne Nere e la loro fonte di potere. All'irrompere nella Sala della Giustizia di un gruppo di Lanterne Nere, i due membri della Tribù si teletrasportarono sul pianeta Zamaron assieme a Jordan, salvando Carol Ferris e Sinestro dall'attacco di un gruppo di Lanterne Nere. Indigo-1 quindi portò Jordan, Ferris e Sinestro su Korugar in modo che Sinestro potesse sconfiggere Mongul, riconquistando così il controllo dei Sinestro Corps. Allo stesso tempo, Munk si trasportò su Oa, aiutando le Lanterne Verdi opposte ai loro vecchi colleghi, resuscitati come Lanterne Nere. Indigo-1, insieme a Jordan, Sinestro, Carol Ferris e Saint Walker, giunse su Okaara per reclutare Atrocitus e Larfleeze. Dopo aver convinto il duo ad unirsi a loro, si recarono su Ryut allo scopo di distruggere la Batteria del Potere Nera, solo per scoprire di essere giunti troppo tardi e che questa era stata portata sulla Terra. Qui, Indigo-1 istruì gli altri sul come combinare i loro poteri al fine di creare la luce bianca della creazione e distruggere così la Batteria Nera; tuttavia, il potere combinato dei sette si dimostrò del tutto insufficiente, in quanto non fu in grado di abbattere la Batteria Nera. Nel corso della battaglia, Ganthet clonerà l'anello di Indigo-1, affidandolo ad Atom; poco dopo, l'intera tribù Indaco giungerà sulla Terra, assieme ai membri degli altri Corpi, battendosi in prima linea contro le Lanterne Nere; una volta sconfitto Nekron, approfittando della concitazione dovuta al ritorno dalla morte di alcuni tra eroi e criminali, il Corpo Indaco farà ritorno sul suo Pianeta, portando con sé Mano Nera, divenuto (non si sa quanto volontariamente) membro della tribù.

### Nel Giorno Più Splendente
La Tribù ricompare sulla Terra assieme alla propria Entità, Proselito, allo scopo di trovare un ospite da unire a quest'ultimo; la scelta ricadrà su Shane Thompson, un paramedico che persino in punto di morte antepone la salvezza altrui alla propria. Quindi raggiungeranno Hal Jordan, Saint Walker e Larfleeze per unire le forze onde poter catturare le altre Entità dello Spettro Emozionale; la presenza di Mano Nera tra i membri della tribù fa sorgere i primi interrogativi in Jordan: anche gli altri appartenenti al Corpo Indaco (che si definiscono "rinati") erano tutti maniaci assassini come lui? L'interrogativo non avrà risposta a causa dell'arrivo del Guardiano Rinnegato Krona, che scatena Parallax contro Jordan, approfittando dello scontro tra i due per strappare dal proprio ospite sia Proselito che Adara, Entità della Speranza. Il gruppo, al quale nel frattempo si aggiunge anche Atrocitus prova ad affrontare Krona, che ha tuttavia facilmente la meglio, sfruttando il potere di Ofide, Entità dell'Avarizia. I Leader dei Sette Corpi saranno così nuovamente costretti a cooperare non più solo per recuperare le Entità, ma soprattutto per fermare Krona; giunti su Ryut seguendo le tracce di Parallax, i sette si trovano davanti al Libro del Nero.

### La Guerra delle Lanterne Verdi
Indigo-1 avverte gli altri di non avvicinarsi, ricordando un monito ricevuto tempo addietro da Abin Sur, ma vanamente: Lyssa Drak emerge dalle pagine ed attacca i sette, che, impotenti, vengono risucchiati all'interno del Libro, ad eccezione di Hal Jordan. Sinestro sembra in seguito essere l'unico ad avere la forza di liberarsi dalla prigionia: il korugariano riesce infatti a muoversi tra le pagine del Libro, fino a giungere ad una sorta di prigione, in cui, oltre ad Indigo-1, si possono riconoscere altri membri della tribù come Munk. La donna, il cui carattere appare molto lontano da quello calmo e compassato mostrato di solito, attacca Sinestro, chiedendogli dove Abin Sur l'abbia rinchiusa. Indigo-1 verrà liberata assieme agli altri sei leader da Kyle Rayner, che ne disegnerà la fuga su una delle pagine bianche del Libro; quando l'anello la raggiungerà, apprenderemo che il suo vero nome è Iroque.

### Il Segreto della Tribù Indaco
La Tribù riappare al gran completo a Coast City dinanzi ad Hal Jordan e Sinestro, allo scopo di condurre con sé il korugariano, affermando che, adesso, questi apparterrà a loro; Jordan si getta all'inseguimento, venendo assorbito dal teletrasporto del Corpo Indaco e ritrovandosi all'interno di un carcere, con l'anello scarico. Qui viene aggredito da un alieno dall'aspetto scimmiesco, che, terrorizzato, lo implora di liberarlo prima che "loro" tornino; tratto in salvo da Mano Nera, Jordan apprenderà da questi che Sinestro verrà "fatto rinascere per esser salvato", esattamente come lui; la Lanterna Verde sfrutterà con l'inganno la capacità del bastone Indaco di incanalare il potere dello Spettro Emozionale per accedere alla Luce Verde e ricaricare così il suo anello, quindi, atterrato Mano Nera, fuggirà dall'apparentemente sconfinato carcere in cui era rinchiuso, fino a giungere dinanzi ad un'enorme statua di Abin Sur, definito "Salvatore" e "Creatore" della Tribù. Raggiunto dall'intero Corpo Indaco, incluso Sinestro, che nel frattempo indossa la divisa Indaco, dopo aver subito una sorta di autentico lavaggio del cervello, Hal fuggirà di nuovo attraverso le giungle che circondano la prigione, diretto alla Batteria Centrale dell'Indaco. Qui giunto, si trova di fronte un alieno, vestito come i membri della tribù, ma che non ne adotta il linguaggio; questi mostra inoltre di conoscere le Lanterne Verdi. Il suo nome è Natromo, creatore del Corpo Indaco assieme ad Abin Sur; grazie a lui, Jordan ne apprenderà finalmente la storia: il pianeta su cui si trova si chiama Nok, ed a lungo è stato oggetto di invasioni da parte di alieni ostili, gli stessi che costruiranno le vaste prigioni dalle quali Jordan era appena fuggito; l'intervento di Abin Sur, coalizzatosi con gli autoctoni, porrà freno a tutto ciò, scacciando definitivamente il nemico. Assieme a Natromo, col quale stringerà una salda amicizia, Abin scoprirà, nelle caverne di Nok, la sorgente della Luce Indaco, con la quale forgeranno delle armi che mostreranno uno strano potere: esse erano infatti in grado di far cambiare temporaneamente chi ne subiva l'effetto, causando un forte rimorso. Terminata la guerra, i due approfondiranno la loro conoscenza di questo potere, arrivando a forgiare un anello che fosse in grado di incanalarlo. Abin lasciò Nok, per tornarvi qualche tempo dopo con una donna di nome Iroque, sua acerrima nemica nonché assassina di sua figlia; indossare l'anello indaco sembrò cambiarla profondamente, causando in lei un profondissimo pentimento. Abin condusse quindi presso le prigioni altri esseri come lei: la Tribù Indaco è dunque composta dai peggiori assassini e sadici dell'Universo, ai quali l'anello offriva una quantomeno apparente espiazione. Lo scopo della tribù, in ogni caso, non era soltanto offrire redenzione: essa doveva servire prima di tutto a prevenire la Notte Più Profonda, ma soprattutto a fermare la follia dei Guardiani: Natromo infatti rivelerà che gli anelli Indaco ed il loro potere erano il solo modo per sconfiggere un avversario per il resto invincibile. La notizia della morte di Abin, tuttavia, lo sconvolgerà a tal punto da convincerlo a spegnere la Batteria Centrale; la situazione è aggravata dall'arrivo dell'intera tribù che, con l'esplosione della Batteria, si ritroverà priva dell'influsso benefico della luce Indaco; i membri torneranno quindi ad essere i sadici assassini che erano in passato, gettandosi all'inseguimento di Jordan e Sinestro, a loro volta sulle tracce di Natromo; raggiuntolo, i due cercheranno di convincerlo a ripristinare la Batteria Centrale; Sinestro tratterrà gli inseguitori, lottando contro di loro nonostante l'anello scarico, mentre Jordan e Natromo cercheranno di ricostruire la Batteria; l'impresa si rivelerà più ardua del previsto: senza una scintilla di luce Indaco, non è possibile ripararla. A risolvere la situazione è inaspettatamente Iroque: la donna appare dinanzi ai due, supplicandoli di riparare la Lanterna, apparendo realmente pentita e costernata dalla sua passata malvagità. Le sue lacrime di genuino pentimento sono la scintilla che Natromo attendeva: la Batteria risorge, ripristinando così il suo influsso su tutti i membri del Corpo, eccezion fatta per Mano Nera.

### Membri
In Blackest Night: Tales of the Corps n. 1, la Tribù Indaco fu presentata come un Corpo che viaggia unito, come un'enorme processione nomade. Indigo-1 spiegò che i membri escludono ogni cosa legata all'individualismo, inclusi i propri nomi. Mentre interagiscono con gli altri, alcuni membri permettono di essere apostrofati con un nome:
- Indigo-1: un'aliena con la pelle violetta che funge da leader, scelto all'unanimità dalla Tribù Indigo. A differenza degli altri membri del Corpo, i suoi indumenti sono di colore indaco. Durante gli eventi di La notte più profonda, guidò Hal Jordan al ritrovamento degli altri membri dei vari Corpi delle Lanterne per combattere le Lanterne Nere. Affermò di aver incontrato Abin Sur all'epoca in cui era "concentrata solo su sé stessa". Nel corso de "La Guerra delle Lanterne Verdi", si apprenderà che il suo vero nome è Iroque. Ma è la saga "Il Segreto della Tribù Indaco" a gettare piena luce su Iroque e sul suo passato: la donna era un'assassina di bambini, nemesi di Abin Sur, del quale aveva ucciso la figlia. Abin la condusse su Nok, dove, dopo averla a lungo tenuta imprigionata, le fornì un anello indaco contenente il potere della Compassione, in grado di convertire anche il sadico più feroce, precedentemente forgiato da lui e Natromo. Indossarlo cambiò in effetti radicalmente Iroque, che pianse a lungo tra le braccia del suo vecchio nemico, orripilata dai suoi crimini. Il crollo della Batteria Centrale Indaco libera dall'influsso benefico degli anelli l'intero Corpo Indaco, che si getta in caccia di Sinestro e Jordan. Mentre quest'ultimo cerca di ripristinare la Batteria assieme a Natromo, Iroque si para dinanzi a loro: la donna supplica i due di ricostruire la batteria e di restituire loro il potere dell'anello, poiché è stato in grado di dare a lei ed all'intera tribù una vera redenzione, rendendoli consapevoli della loro malvagità e dei loro crimini ed offrendo loro una via per espiarli.
- Kreaven: Un alieno dalla forma di uccello, che è stato il peggior criminale e psicopatico sul suo mondo
- Munk: un alieno umanoide che agisce da comandante in seconda. Accompagna Indigo-1 sulla Terra, e quindi su Zamaron, prima di teleportarsi su Oa per aiutare il Corpo delle Lanterne Verdi.
- Slog l'Uccisore: Slog è un ex psicopatico che è stato convertito in un membro della Tribù Indigo
- Mano Nera: Divenuto una sorta di vera e propria Entità della Morte durante la Notte Più Profonda, William Hand venne riportato in vita dalla Luce Bianca e, al termine della battaglia, scomparve assieme alla Tribù Indaco. Riappare, apparentemente redento, durante la saga "Nel Giorno più Splendente", affermando che la Luce Indaco ha rappresentato la sua rinascita; solo in seguito si apprenderà che tale redenzione era forzata ed ottenuta al termine di un rituale (al quale verrà sottoposto anche Sinestro); liberato dall'influsso della Luce Indaco con il crollo della Batteria Centrale, infatti, Mano Nera mostrerà di aver paura dell'anello, fuggendo da esso ed arrivando addirittura a suicidarsi pur di sfuggirgli.
- Natromo: alieno originario del pianeta Nok e fondatore del Corpo Indaco assieme ad Abin Sur. L'amicizia tra i due nacque durante la resistenza di Nok alle invasioni aliene, alla quale prese parte anche Abin; durante la guerra i due scoprirono la Luce Indaco ed il suo potere di redenzione, incanalandolo prima in alcune armi e poi in un anello. I due sfrutteranno questo potere per creare un esercito, composto da assassini e sadici, da usare prima per prevenire la Notte Più Profonda poi per arginare la follia dei Guardiani. Sconvolto dalla notizia della morte di Abin, Natromo distruggerà la Batteria del Potere, salvo tornare sui suoi passi, convinto da Hal Jordan e dal genuino pentimento di Indigo-1.

### Ex Membri
- Ray Palmer (del settore 2814): il Professor Ray Palmer, uno degli eroi che porta il nome di Atomo, fu temporaneamente selezionato come membro della Tribù Indaco durante la battaglia finale sulla Terra de La notte più profonda, al termine della quale Ray restituì l'anello.
- John Stewart: nel corso della saga "La Guerra delle Lanterne Verdi" le Lanterne terrestri abbandoneranno il loro anello, corrotto dall'influenza di Parallax, rimesso nella Batteria Centrale da Krona. Per poter fronteggiare quest'ultimo e le Entità, Hal Jordan proporrà agli altri tre di usare uno degli anelli appartenenti ai leader dei restanti Corpi, imprigionati nel Libro del Nero. John opterà per l'anello Indaco, dimostrando tuttavia di non essere in grado di padroneggiarne pienamente il potere.
- Krona: il Guardiano Rinnegato Krona indosserà l'anello di Indigo-1, precedentemente preso in carico da John Stewart, nel corso della battaglia finale su OA. Con la sua morte, l'anello tornerà al suo possessore originario.

## Giuramento
Proprio come gli altri Corpi utilizzano un giuramento da pronunciare quando ricaricano i loro anelli del potere, Indigo-1 viene mostrata mentre carica il suo bastone del potere con il giuramento tipico della Tribù Indigo. Nella prima comparsa estesa, la Tribù Indigo venne mostrata parlante una lingua che gli anelli del potere non sono in grado di tradurre; quindi, rimane indecifrabile anche al lettore. Anche se Indigo-1 spiegò che la sua Tribù è in grado di parlare le lingue che anche gli altri sono in grado di capire quando, scelgono di farlo, il loro giuramento fu mostrato solo nella lingua immaginaria testé accennata di creazione di Geoff Johns. Johns disse che il giuramento del Corpo ha un suo ritmo nella lingua in cui viene pronunciato, aggiungendo: "Ma parlando di lingue, la Tribù Indigo ne parla una interessante".È interessante vedere come inserendo il testo del giuramento del corpo su "Google Traduttore" e scegliendo "Rilevamento Automatico Lingua" per esso viene rilevato l'esperanto.
Natromo faan tornek wot ur,

Ter lantern ker lo Abin Sur,

Taan lek lek nok... Formorrow Sur!»
(Tratto da Blackest Night n. 5, gennaio 2010.)
Nel giuramento sono riconoscibili i nomi di Natromo ed Abin Sur, scopritori del potere della Luce Indaco e creatori del Corpo. Indigo-1, durante una delle sue prime apparizioni, definirà la Lanterna Verde come "il suo salvatore"; Natromo rivelerà a Jordan di non aver gradito la scelta di usare il suo nome nel giuramento.

## Entità
Rivelato durante gli eventi di La notte più profonda, Proselyte fu l'impersonificazione della compassione che è connessa alla luce indaco dello spettro emozionale. Proprio come la Tribù Indigo, quasi niente si sa di questa entità, la cui creazione fu spiegata semplicemente come: "La rabbia cresce dall'assassinio. La speranza dalla preghiera. E alla fine, la compassione viene offerta a tutti noi". In quanto si offrì di donarsi a tutti gli esseri viventi, quest'entità prese la forma di un polpo, con quattro visibili appendici. Proprio come le altre entità emozionali, Proselyte è cacciato da una fonte sconosciuta. Secondo il divino rituale di Atrocitus, Proselyte può essere trovato negli Stati Uniti a metà dell'atlantico.

## Poteri e abilità
La Tribù Indigo porta con sé la luce indaco della compassione. In un'intervista, Geoff Johns disse della Tribù Indigo: "Fui molto cauto con la Tribù Indigo perché non era ciò che si aspettavano tutti, e agivano diversamente da come ci si aspettava". Su questa nota, il Dr. Robin S. Rosemberg (autore di libri universitari di psicologia ed editore dell'antologia La Psicologia dei Super Eroi) descrisse la compassione come "l'essere in grado di avere empatia per qualcuno mentre si mantiene una distanza sufficiente per capirne le motivazioni".
La caratteristica più evidente della Tribù Indigo è l'utilizzo di un bastone del potere. In La notte più profonda n. 5, fu stabilito che i membri della Tribù Indigo utilizzano i loro bastoni, al posto delle batterie del potere personali, per ricaricare i loro anelli. In aggiunta all'essere in grado di utilizzare l'energia indaco, sono anche in grado di produrre il potere delle altre luci emozionali, fornendo ai membri della Tribù l'accesso alle abilità degli altri Corpi. In Green Lantern vol. 4 n. 48, Indigo-1 fu mostrata mentre "incanalava" una anello nero del potere (il suo viso prese un aspetto decadente), ma non è chiaro se la Tribù Indigo è in grado utilizzare il potere del Corpo delle Lanterne Nere, dato che Indigo-1 descrisse il loro potere come un "buco nero di emozioni". Mentre i membri degli altri Corpi proiettano una luce che mostra il simbolo del Corpo d'appartenenza quando utilizzano le proprie abilità, i membri della Tribù Indigo proiettano il simbolo del loro Corpo in una luce indaco che fuoriesce dalla "sommità" dei loro bastoni. Quando manipolano la luce di un'altra sfera emozionale, il simbolo del Corpo corrispondente a quella luce viene proiettata di fronte al simbolo della Tribù disegnato sulla loro fronte.
Come tutti gli anelli del potere, gli anelli indaco sembrano avere gli stessi poteri standard degli altri Corpi, come il volo e l'aura protettiva, come descritto nella copertina di Blackest Night: Tales of the Corps n. 3. Gli anelli indaco del potere forniscono ai loro portatori di percepire compassione negli altri e di forzare la compassione presente in coloro che non ne provano. Paradossalmente, la luce indaco ha il potere di guarire chiunque con una grande empatia e può anche esporre gli individui alle pene che inflissero agli altri. I membri della Tribù Indigo sono in grado di teleportare sé stessi e gli altri per distanze che corrispondono anche a distanze intergalattiche. Quest'abilità trae una grande quantità di potere da un anello indaco del potere, così i membri della Tribù Indigo tendono ad utilizzarla con parsimonia. Durante gli eventi di La notte più profonda, Indigo-1 e Munk utilizzarono per primi una diversa combinazione di luci emozionali per distruggere i membri del Corpo delle Lanterne Nere. In Green Lantern Corps vol. 2 n. 42, Munk spiegò che quest'abilità è efficace solo con «scariche intime e dirette».